# الاتحاد الوطني التونسي للشغل
الاتحاد الوطني التونسي للشغل هو منظمة نقابية تونسية موازية للاتحاد العام التونسي للشغل ظهرت فيما بين 1984 و1987. وقد كان يوجد مقره الذي أسندته له الدولة بنهج الجزيرة بتونس العاصمة.

## تاريخها
في شهر نوفمبر 1983 تم طرد ستة من أعضاء المكتب التفيذي للاتحاد العام التونسي للشغل ومن أبرزهم عبد العزيز بوراوي، ومن بين من تضامن معهم في البداية الطيب البكوش الذي كان يتقلد آنذاك الأمانة العامة للاتحاد، وقد عقدوا في فيفري 1984 المؤتمر التأسيسي لما سموه الاتحاد الوطني التونسي للشغل. وقد لقي هذا الاتحاد الدعم من بعض أطراف السلطة التونسية ومن الحزب الاشتراكي الدستوري الحاكم. إلا أنه لم يستمر إلا إلى جانفي 1987 حيث انعقد مؤتمر توحيدي بين المنظمتين أعيد فيه بوراوي إلى المكتب التنفيذي للاتحاد العام.

## قيادته
تركب المكتب التنفيذي للاتحاد الوطني التونسي لشغل من:
- عبد العزيز بوراوي، أمينا عاما؛
- خير الدين الصالحي، مكلفا بالنظام الداخلي ؛
- الصادق بسباس، مكلفا بالإعلام ؛
- حسن حمودية، مكلفا بالمالية ؛
- مصطفى الغربي، مكلفا بالوظيفة العمومية ؛
- عبد الحميد بلعيد، مكلفا بالمناجم ؛
- عبد المجيد خليل، مكلفا بالنقل والمؤسسات ؛
- ناجالشعري، مكلفا بالعلاقات الخارجية.